# El círculo mágico
El círculo mágico es una saga de libros de aventura y fantasía escrita por Debra Doyle y James D. Macdonald cuyo protagonista es el joven aprendiz de mago, Randal. 
Las ocho novelas de la saga en la que aparece Randal junto a su amiga Lys, su primo Walter y el Maestro Madoc son: 

## Escuela de Magia
Randal creyó que quería ser mago. Como joven escudero, Randal parecía tener asegurado un futuro como caballero hasta que un hechicero misterioso llega al castillo. 
Ante su asombro, Randal descubre que él también tiene poderes especiales. Abandona la tranquilidad de su vida como escudero para convertirse en alumno de la Shola Sorceriae vieja escuela de magia. 
No obstante, una vez iniciado su entrenamiento en las artes místicas, Randal pronto advierte que existen muchos peligros, y un enemigo mortal, que deberá vencer antes de pasar de aprendiz de brujo a hechicero profesional...

## El Secreto de la Torre
¿Qué es un hechicero sin su magia? 
Randal no cumplió con la promesa de que ningún aprendiz de hechicero puede usar un arma. Ahora, Randal podrá graduarse de la Escuela de Hechiceros solamente con una condición: que no utilice su magia hasta no haber sido perdonado por un maestro hechicero. 
Randal debe dirigirse hasta la lejana torre del hechicero, un viaje más peligroso aún dado que no podrá utilizar ni armas ni su magia para protegerse. 
Cuando Randal finalmente llega a la misteriosa torre, ésta parece abandonada. Pero pronto descubre que la construcción guarda un secreto mortal.\

## La Estatuilla del Mago
¿Vale la pena dar la vida por la magia? 
Randal, un joven hechicero, comienza una peligrosa aventura cuando un hombre moribundo le da una estatuilla misteriosa. La última voluntad del hombre es que Randall se la entregue a un mercenario llamado Dagon. Randal pronto descubre que la estatuilla posee grandes poderes, y que Dagon no es de confiar. Pero el mercenario no es el único que quiere la pieza. Un guerrero, un brujo y muchos otros en la extraña ciudad amurallada de Widsegard, persiguen a Randal y a sus amigos. 
Lo que es más: al parecer, la estatuilla adquiere cada vez más poder. ¿Podrá Randal encontrarle un lugar seguro antes de que sus poderes lo destruyan?

## Peligro en el Palacio
¿Amigo o enemigo? 
Cuando Randal, un joven hechicero, y su mejor amiga, Lys, son invitados a unirse al grupo de actores de la corte de un amable príncipe adinerado, ¡creen que ya lo han logrado! 
Pero Randal pronto tropieza con una conspiración contra el príncipe y descubre que necesita de sus habilidades hechiceras ahora más que nunca. 
¿Podrá Randal desenmascarar a los enemigos del príncipe antes de que sea demasiado tarde? 

## El Castillo del Hechicero
¿Qué secretos alberga esta fortaleza? 
El Castillo de Bell es el último lugar al que Randal quisiera ir. Se trata no sólo de la fortaleza de su viejo enemigo Lord Fess, sino que también es un lugar envuelto por un halo de magia. Aun así, Randal y sus amigos han prometido entregar una carga de oro para pagarles a los caballeros que han sitiado el castillo. 
Después de la llegada al Castillo de Bell, el oro desaparece ¡y Randal es acusado de habérselo robado! Ahora debe probar su inocencia y recuperar el oro. Y eso significa ingresar al castillo y vencer al hechicero que ha sido su enemigo desde que Randal comenzó a estudiar magia. Un hechicero que tiene el poder de atrapar a Randal y a sus amigos en el castillo para siempre

## La Hija del Rey
Desde que Randal tiene uso de razón, Brecelande es un reino sin rey. La princesa Diamante, heredera del trono, ha sido confinada en Elfland, y no podrá regresar hasta que se rompa el hechizo. Randal, Lys y Walter comienzan su misión más importante: la de rescatarla y devolverle el trono, y todavía les espera la batalla más peligrosa en Brecelande. Lord Hugo de la Corre se ha autoproclamado Rey Supremo y deben detenerlo antes del día de San Juan.

## Misterio en la Escuela
Luego de años de conflicto y de batallas interminables para tomar posesión del trono vacante, el país de Brecelande está en paz gracias a la coronación de su joven y hermosa reina, legítima heredera. Sin embargo, nuevas fuerzas oscuras acechan. Randal tendrá que luchar hasta con su propia imaginación para no ser engañado por los hechizos a los que será sometido durante la búsqueda de la verdad.

## El palacio de hielo
Son tiempos de paz en Brecelande. Gracias al reinado de Diamante, su reina, no hay peligros, ni práctica de magia maligna que altere la tranquilidad. Pero de repente cuando el rey Torc visita Brecelande, todo cambia. 
- Datos: Q5121480